# 阿尔马塞列斯
阿尔马塞列斯，是西班牙加泰罗尼亚莱里达省的一个市镇。 总面积49平方公里，总人口5623人（001年），人口密度115人/平方公里。